# Cái chết của Osama bin Laden
Osama bin Laden, người sáng lập tổ chức al-Qaeda và chủ mưu các vụ tấn công ngày 11 tháng 9 tại Hoa Kỳ, đã bị lực lượng biệt kích của Hoa Kỳ giết chết bằng các phát súng bắn vào đầu và ngực ngày 2 tháng 5 năm 2011, lúc 01:00 sáng giờ địa phương Pakistan trong một cuộc đột kích. Cuộc đột kích này, với mật danh "Chiến dịch Neptune's Spear" (Operation Neptune Spear) cũng còn được biết với tên gọi Chiến dịch Abbotabad, kéo dài 40 phút vào ngôi nhà nơi Osama bin Laden ẩn náu tại Thị trấn Bilal, Abbottābad, Pakistan. Lúc kết thúc cuộc đột kích, các lực lượng Hoa Kỳ đã mang xác Osama bin Laden đến Afghanistan để nhận dạng rồi thủy táng ở biển trong vòng 24 tiếng đồng hồ sau khi ông chết.
Chiến dịch này được Tổng thống Hoa Kỳ Barack Obama chấp thuận và được các biệt kích hải quân SEAL của Nhóm Phát triển Chiến tranh Đặc biệt Hải quân Hoa Kỳ thực hiện (nhóm này được gọi không chính thức theo tên cũ là Đội Biệt kích Hải quân SEAL số 6) và đặt dưới quyền chỉ huy của Bộ Tư lệnh Hành quân Đặc biệt Hỗn hợp và Cục Tình báo Trung ương Hoa Kỳ. Biệt kích Hoa Kỳ đã dùng trực thăng từ Afganistan thâm nhập vào Pakistan và tiến hành đột kích.
Sự kiện giết chết bin Laden đã nhận được phản ứng tích cực tại Hoa Kỳ. Ban Ki-moon, Tổng thư ký Liên Hợp Quốc, NATO, Liên minh châu Âu, và một số lớn các quốc gia chúc mừng tin này như một điểm quan trọng và tích cực cho an ninh thế giới và cuộc chiến chống khủng bố. Tuy nhiên, lãnh đạo Hamas tại Dải Gaza, Ismail Haniya, nói rằng: "Chúng tôi lên án việc sát hại một chiến binh Ả Rập và Hồi Giáo".
Chính phủ Pakistan bị chỉ trích vì thất bại trong việc tóm gọn bin Laden, người đã sống trong một căn nhà lớn kiên cố và nổi bật trong một thành phố lớn của Pakistan, sát cạnh học viện quân sự hàng đầu của Pakistan và cách thủ đô Islamabad của Pakistan khoảng 30 dặm Anh. Các giới chức Pakistan từ chối cáo buộc cố ý che chở bin Laden. Họ nói rằng họ không biết ông ta đã ở đó, và mạnh mẽ bác bỏ những ngờ vực rằng bin Laden đã được Pakistan chính thức ủng hộ.
Tuy nhiên sau đó chính quyền Hoa Kỳ đã đính chính nhiều lần về diễn biến của cuộc tìm diệt Bin Laden. Và theo cuốn hồi ký "No Easy Day" thì lại có nhiều mâu thuẫn giữa các thông tin mà chính phủ Hoa Kỳ công bố và sự việc diễn ra thực tế. Theo đó Bin Laden không phải bị lực lượng biệt kích Hoa Kỳ bắn mà đã bị ai đó bắn trước khi lực lượng này tiến hành đột nhập. Cuốn hồi kí cũng phủ nhận thông tin thi thể bin Laden được đối xử một cách chu đáo và mai táng trên biển theo phong tục Hồi giáo.

## Xác định vị trí của Osama bin Laden
Các giới chức tình báo Mỹ trước đó khám phá ra nơi ở của Osama bin Laden bằng cách theo dõi một trong số những người đưa tin cho bin Laden vì Hoa Kỳ tin rằng bin Laden che giấu chỗ ở của mình, không cho các tư lệnh cao cấp và binh sĩ dưới quyền của mình trong tổ chức al-Qaeda biết.

### Nhận dạng người đưa tin
Việc nhận dạng những người đưa tin của al-Qaeda là một ưu tiên ban đầu đối với những giới chức thẩm vấn tại các nơi bí mật của CIA và trại giam giữ tù nhân ở vịnh Guantanamo.
Vào năm 2002, những người thẩm vấn có nghe qua lời khai không được kiểm chứng về một người đưa tin của al-Qaeda có bí danh là Abu Ahmed al-Kuwaiti (đôi khi được gọi là Sheikh Abu Ahmed của Kuwait). Năm 2003 Khalid Sheik Mohammed, người được cho là trưởng nhóm hành động của al-Qaeda, tiết lộ khi bị thẩm vấn rằng ông ta có quen với al-Kuwaiti nhưng người này không hoạt động trong tổ chức al-Qaeda.
Năm 2004 một tù nhân al-Qaeda tên Hassan Ghul cho những người thẩm vấn hay rằng al-Kuwaiti là người gần gũi với bin Laden cũng như Khalid Sheik Mohammed và người thay thế vai trò của Mohammed là Abu Faraj al-Libi. Ghul tiết lộ thêm rằng al-Kuwaiti đã không được thấy một thời gian, một sự thật mà khiến cho các giới chức Mỹ nghi ngờ rằng người này đã di chuyển cùng với bin Laden. Khi đối chất lời khai của Ghul, Khalid Sheik Mohammed vẫn bám chặt vào câu chuyện mà ông đã kể lúc ban đầu. Abu Faraj al-Libi bị bắt vào năm 2005 và cho các nhà thẩm vấn CIA biết rằng người đưa tin của bin Laden là một người đàn ông có tên là Maulawi Abd al-Khaliq Jan. Al-Libi được chuyển trại tù đến Guantánamo vào tháng 9 năm 2006. Ông ta từ chối là biết al-Kuwaiti. Vì cả Mohammed và al-Libi đều có ý giảm thiểu tầm quan trọng của al-Kuwaiti nên các giới chức Mỹ suy đoán rằng người này là một phần trong nhóm thân cận bên trong của bin Laden.
Năm 2007 các giới chức Mỹ biết được tên thật của al-Kuwait nhưng họ không tiết lộ tên cũng như không cho biết làm sao họ đã có thể biết được tên thật của người này. CIA chưa bao giờ tìm ra bất cứ ai có tên là Maulawi Jan và tin rằng al-Libi đã dựng ra cái tên này. Năm 2010, một cuộc nghe lén một nhân vật tình nghi khác vô tình nghe được một cuộc nói chuyện giữa người này và al-Kuwaiti. Các giới chức CIA tìm ra vị trí của al-Kuwaiti và theo dõi người này đến khu nhà của bin Laden. Al-Kuwaiti và người anh em của mình sau này bị bắn chết cùng với bin Laden trong cuộc đột kích ngày 2 tháng 5 năm 2011.

### Vị trí khu nhà

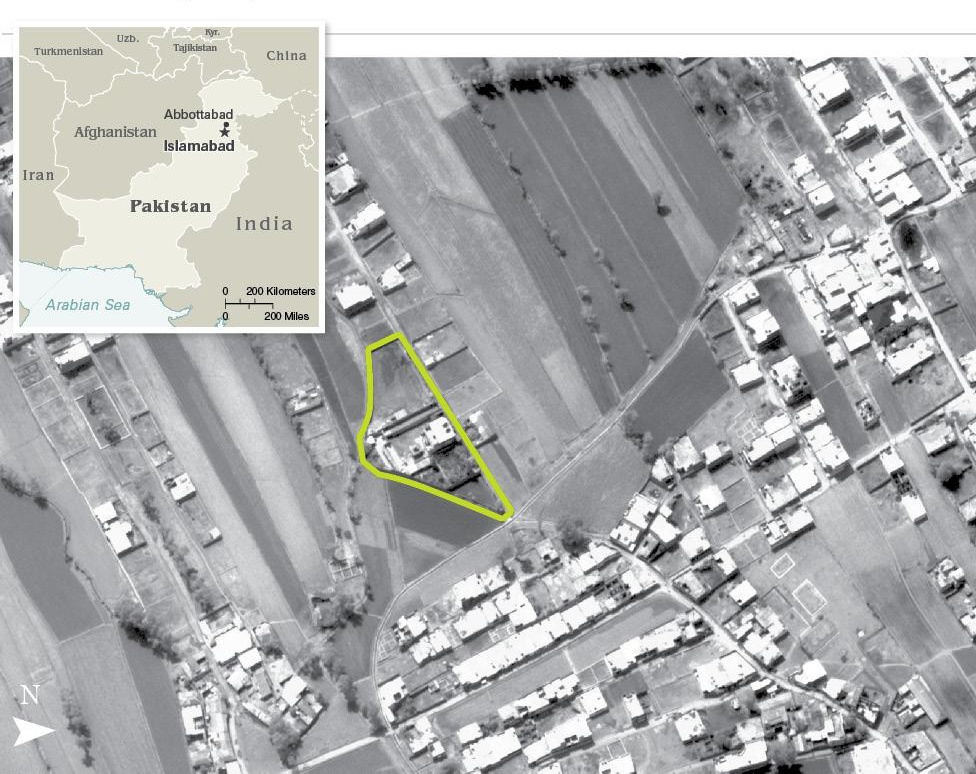
Không ảnh của CIA chụp khu nhà

Một cuộc nói chuyện điện thoại giữa al-Kuwaiti và một phần tử khủng bố khác bị CIA theo dõi, giúp cho cơ quan này lần theo dấu vết của al-Kuwaiti đến khu nhà tại Abbottābad vào tháng 8 năm 2010. Sau khi xem các hình ảnh chụp qua vệ tinh và các bản báo cáo tình báo, CIA nhận dạng được những người sống trong khu nhà mà người đưa tin thường đến. Tháng 9, CIA kết luận rằng khu nhà này "được xây đặc biệt để giấu người quan trọng nào đó" và rất có thể đây là nơi cư ngụ của bin Laden. Các giới chức Hoa Kỳ đoán rằng bin Laden đang sống tại đó với người vợ trẻ nhất.
Khu nhà này có tòa nhà chính cao ba tầng, được xây năm 2005, nằm "ở cuối một con đường đất hẹp", cách trung tâm thành phố Abbottābad khoảng 2,5 dặm (4 km) về hướng Đông Bắc. Abbottābad cách biên giới Afghanistan khoảng 100 dặm và ở phía cận Đông của Pakistan (cách biên giới Ấn Độ khoảng 20 dặm). Khu nhà nằm cách Học viện Quân sự Pakistan, được coi là "West Point" của Pakistan, khoảng 0,8 dặm (1,3 km) về hướng tây nam. Nằm trong một khu đất rộng gấp tám lần những khu đất của những ngôi nhà lân cận, khu nhà được bao quanh bởi các bức tường bê tông cao từ 12 đến 18 bộ (3,7–5,5 mét) phía trên có giăng dây kẽm gai. Có hai cổng an ninh và ban công tầng ba có một bức tường cá nhân cao 7 bộ (2,1 mét), có thể che khuất chiều cao 6 bộ 4 inch (1,93 mét) của bin Laden.
Khu nhà này không được nối cáp điện thoại hay Internet. Người sống trong khu nhà đốt rác của mình, không như những nhà lân cận mang rác ra ngoài cho dịch vụ thu gom. Các cư dân địa phương gọi khu nhà này là Dinh thự Waziristan và nghĩ rằng chủ nhân của ngôi nhà này là một người làm nghề chuyên chở đến từ vùng Waziristan, hay có thể là một người buôn vàng. Bin Laden trước đây có trải qua một thời gian sống tại khu vực Waziristan của Afghanistan. Các bản đồ Google Earth cho thấy khu nhà này chưa có ở đó vào năm 2001, nhưng nó hiện trên những hình ảnh chụp vào năm 2005.
Trung tâm Chống khủng bố Quốc gia Hoa Kỳ, sử dụng tình báo do máy bay không người lái thu thập được, để phát triển ra "bản đồ" chi tiết bốn-chiều về khu nhà của bin Laden và các mô hình về sinh hoạt bên trong đó". Bản đồ này được dùng để tạo ra một mô hình khu nhà cho các thành viên biệt kích diễn tập trước khi thật sự tiến hành cuộc đột kích.
Giám đốc CIA Leon Panetta đưa ra một bản ghi nhớ để ghi công Cơ quan An ninh Quốc gia Hoa Kỳ và Cơ quan Tình báo Địa Không gian Quốc gia Hoa Kỳ vì đã góp phần vào việc thu thập tình báo giúp cho cuộc đột kích trở thành hiện thực. National Journal tường trình rằng "Cơ quan An ninh Quốc gia Hoa Kỳ đã tìm hiểu lý do tại sao khu nhà này không có dịch vụ điện thoại hay internet."

## Chiến dịch Neptune's Spear

### Mục tiêu
Associated Press thuật lời hai viên chức Hoa Kỳ nói rằng chiến dịch này là "một sứ mệnh giết-hay-bắt sống vì Hoa Kỳ không giết người không vũ trang và có ý đầu hàng", nhưng cũng nói thêm rằng "từ lúc bắt đầu thì quá rõ ràng rằng bất cứ ai đằng sau những bức tường đó đều không có ý định đầu hàng."
Giám đốc CIA Leon Panetta phát biểu trên PBS NewsHour (chương trình tin tức của đài phát thanh công cộng tại Hoa Kỳ) rằng "Lệnh ban hành tại đây là giết bin Laden... Dĩ nhiên là theo luật giao chiến nếu thật sự ông ta đưa hai tay lên, đầu hàng và không có vẻ gây nguy hiểm thì họ sẽ bắt sống ông ta. Nhưng họ có toàn thẩm quyền giết ông ta." Một giới chức cao cấp Hoa Kỳ nói với chương trình tin tức của ABC rằng bin Laden không có vũ trang và kháng cự khi bị bắt, và rằng "vợ ông ta nhào đến xô một biệt kích hải quân SEAL, do đó các biệt kích hải quân không có cách nào biết được trong tích tắc là bin Laden hay căn phòng có cài bẫy chết người không."
Cố vấn chống khủng bố Nhà Trắng John O. Brennan phát biểu sau cuộc đột kích rằng "Nếu chúng tôi có cơ hội bắt sống bin Laden, nếu ông ta không tạo ra bất cứ đe dọa nào, những cá nhân tham gia cuộc đột kích đã có thể và sẵn sàng làm vậy." Tuy nhiên, một giới chức an ninh quốc gia Hoa Kỳ khác, không muốn nêu tên, nói với hãng tin Reuters rằng "'Đây là một chiến dịch giết chết,' rõ ràng không có ý định tìm cách bắt sống bin Laden tại Pakistan." Một nguồn khác có nói đến từ giết (hơn là lệnh bắt sống) đã dẫn lời kể của một giới chức rằng khi các biệt kích được cho biết là "Chúng ta nghĩ là chúng ta đã tìm ra Osama bin Laden, và công việc của các anh là giết ông ta. Các biệt kích SEAL bắt đầu hò reo."

### Kế hoạch
Bắt đầu từ tháng 9 năm 2010, sau một thời gian thu thập tình báo về khu nhà tại Pakistan mà người đưa tin đang ở, ngày 14 tháng 3, tổng thống Obama họp với các cố vấn an ninh của mình để lên kế hoạch hành động. Họ họp 4 lần nữa (29 tháng 3, 12 tháng 4 năm 19 tháng 4 và 28 tháng 4) trong 6 tuần lễ trước cuộc đột kích. Ngày 29 tháng 3, Obama đích thân thảo luận kế hoạch với Phó đô đốc William H. McRaven, chỉ huy Bộ Tư lệnh Hành quân Đặc biệt Hỗn hợp Hoa Kỳ. "Nhiều kế hoạch hành động khả dĩ" đã được đệ trình cho tổng thống Obama trong tháng 3 và "được gạn lọc trong vài tuần tiếp theo."
Phương pháp đầu tiên được các viên chức Hoa Kỳ xem xét là dội bom khu nhà bằng oanh tạc cơ tàng hình B-2 Spirit mà có thể trút xuống 32 quả bom JDAM nặng 2.000 cân Anh. Obama bác bỏ phương pháp này và chọn lựa một cuộc đột kích mà có thể giúp tìm ra bằng chứng chắc chắc rằng bin Laden ở trong đó và hạn chế những thương vong về dân sự. Một phương pháp hành động khác cũng được Bộ Tư lệnh Hành quân Đặc biệt Hỗn hợp (JSOC) đề nghị là "một cuộc đột kích chung có sự tham gia của giới tình báo Pakistan là những người sẽ được thông báo về sứ mệnh này vài giờ đồng hồ trước khi mở màn." Việc triển khai các phi cơ không người lái rõ ràng không phải là một phương pháp dễ thực hiện, một phần vì hỏa lực có giới hạn và một phần vì vị trí của khu nhà nằm trong "vùng đánh chặn phòng không của Pakistan bảo vệ thủ đô quốc gia."
Phương pháp hành động kiểu biệt kích cũng có nhiều rủi ro, trong số đó phải kể đến thực tế là việc chuẩn bị kéo dài sự huấn luyện cần thiết để hành động, dễ làm cho thông tin bị rò rỉ ra ngoài, gây khó khăn, nguy hiểm cho sứ mệnh và khiến cho bin Laden ẩn nấp kín hơn."
Các thành viên của Nhóm Phát triển Chiến tranh Đặc biệt Hải quân (viết tắt là DEVGRU) bắt đầu được huấn luyện cho cuộc đột kích (họ không được biết mục tiêu là gì) sau cuộc họp an ninh quốc gia ngày 22 tháng 3. Họ luyện tập sơ khởi ở các cơ sở huấn luyện nằm ở cả hai phía bờ biển của Hoa Kỳ. Các cơ sở này được tạo dựng giống như khu nhà ở Pakistan." Khi các kế hoạch tiến triển suốt tháng 4, các biệt kích hải quân DEVGRU bắt đầu các buổi huấn luyện chi tiết hơn trên một khu đất mô hình của Dinh thự Waziristan rộng 1 mẫu Anh, được xây bên trong Trại Alpha, một khu vực hạn chế trong Căn cứ quân sự Bagram tại Afghanistan. Theo The Daily Telegraph, 24 biệt kích hải quân SEAL tiến hành các buổi thực tập vào ngày 7 tháng 4 và 13 tháng 4.
Ngày 29 tháng 4, lúc 8:20 sáng, Tổng thống Obama nhóm họp cùng Brennan, Thomas E. Donilon và các cố vấn an ninh quốc gia khác tại Phòng Lễ tân Ngoại giao và đưa ra lệnh tối hậu cho cuộc đột kích vào khu nhà ở Abbottābad. Một viên chức hành chính cao cấp nói với các phóng viên sau khi chiến dịch kết thúc rằng chính phủ Pakistan đã không được thông báo trước về chiến dịch này.
Cuộc đột kích được hoạch định tiến hành vào ngày hôm đó nhưng bị hủy bỏ cho đến hôm sau vì trời có mây.

### Thực hiện chiến dịch

#### Áp sát và đột nhập mục tiêu

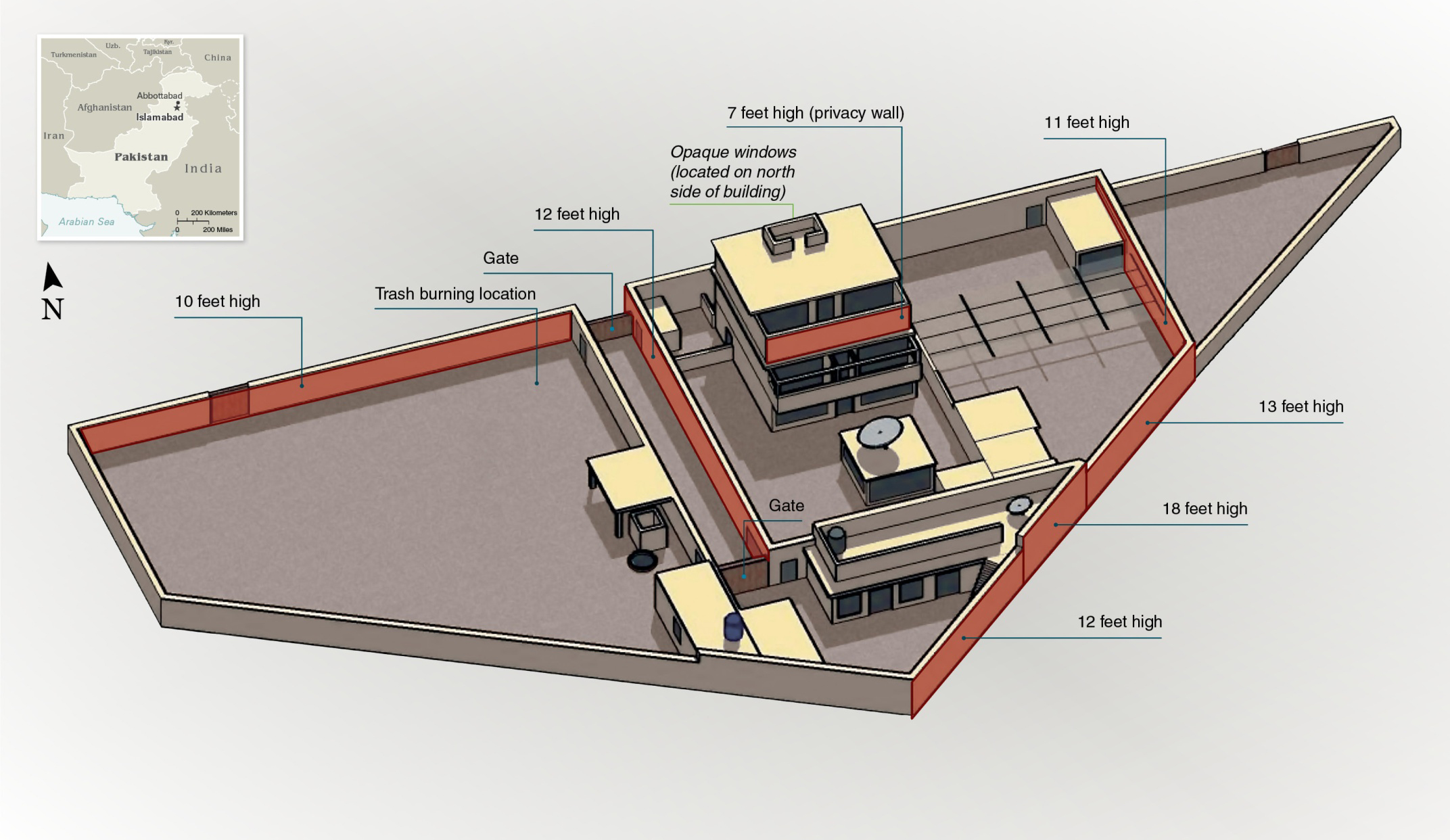
Biểu đồ nơi ẩn trốn của Osama bin Laden cho thấy các bức tường bê tông cao vây quanh khu nhà

Sau khi Tổng thống Obama cho phép thực hiện sứ mệnh giết hoặc bắt sống Osama bin Laden, Giám đốc Cục Tình báo Trung ương Hoa Kỳ Leon Panetta ra tín hiệu bắt đầu vào giữa ngày 1 tháng 5.
Cuộc đột kích được thực hiện bởi 24 thành viên biệt kích hải quân SEAL trong Nhóm Phát triển Chiến tranh Đặc biệt Hải quân Hoa Kỳ (DEVGRU) thuộc quyền của Bộ Tư lệnh Hành quân Đặc biệt Hỗn hợp Hoa Kỳ nhưng tạm thời được đặt dưới quyền chỉ huy của Cục Tình báo Trung ương. Các biệt kích SEAL di chuyển đến mục tiêu bằng máy bay trực thăng và chia thành 2 nhóm, mỗi nhóm có 12 người. Theo The New York Times, tổng số có "79 biệt kích (kể cả 24 biệt kích hải quân SEAL) và một chó nghiệp vụ" tham gia vào cuộc đột kích. Các nhân sự hỗ trợ cho sứ mệnh gồm có "truyền tin chiến thuật, thu thập tình báo và hướng dẫn phi hành sử dụng máy ảnh siêu quang phổ hàng tuyệt mật."
Các biệt kích SEALs bay vào Pakistan từ căn cứ tập họp tại Jalalabad, Afghanistan sau khi xuất phát tại Căn cứ Không quân Bagram. Các tường trình trước đây cho rằng họ có thể đã tập họp ở Căn cứ Không quân Tarbela Ghazi tại tây bắc Pakistan, nhưng Pakistan chối là Hoa Kỳ đã không dùng một nơi nào tại Pakistan để mở cuộc đột kích.)
Trung đoàn Không vận Đặc nhiệm 160, một đơn vị không vận của Bộ Tư lệnh Hành quân Đặc biệt Lục quân Hoa Kỳ được biết với biệt danh "Night Stalkers", đã cung cấp hai chiếc trực thăng Black Hawk cải tiến, và hai trực thăng dự phòng Boeing CH-47 Chinook. Hai trực thăng Black Hawk có thể là phiên bản "tàng hình" của loại trực thăng này nhưng chưa từng được thấy trước đây. Các trực thăng của Trung đoàn Không vận Hành quân Đặc biệt số 160 được nhiều máy bay khác hỗ trợ trong đó có các máy bay phản lực tiêu kích và máy bay không người lái. Theo CNN, "Không quân Hoa Kỳ cũng có một phi đội đầy đủ các máy bay trực thăng tác chiến sẵn sàng 'tìm kiếm và giải cứu'."
Cuộc đột kích được dự tính vào thời gian có ít ánh trăng để các máy bay trực thăng có thể vào không phận Pakistan "thấp gần mặt đất và không bị phát hiện,". Các máy bay trực thăng này đã sử dụng các kỹ thuật bay là trên mặt đất và lẩn quanh địa hình đồi núi để đến khu nhà, không để màn hình radar của quân đội Pakistan phát hiện. Ngay khi cuộc đột kích bắt đầu, các máy bay phản lực tiêm kích của quân đội Pakistan được lệnh xuất kích nhưng không can thiệp vào cuộc đột kích. Theo Public Multimedia, Pakistan được Hoa Kỳ thông báo về cuộc đột kích ngay khi nó bắt đầu nhưng được yêu cầu tránh xa.
Các biệt kích DEVGRU thoát nhanh xuống đất bằng dây thừng khỏi các máy bay Black Hawk. Sau khi họ chạm đất, một trong hai chiếc máy bay trực thăng bị mất kiểm soát, vì rơi vào trạng thái nhiễu loạn không khí do nhiệt độ không khí cao bất ngờ và chiều cao các bức tường của khu nhà. Sau khi máy bay trực thăng này bị mất lực nâng, nó "xém vào một bức tường của khu nhà" và "làm gãy một cánh quạt". Chiếc trực thăng "lăn sang một bên" trong lúc đáp khẩn cấp.
Khoảng 1:00 sáng địa phương (20:00, ngày 1 tháng 5, giờ UTC), các biệt kích hải quân SEAL dùng trái nổ phá các bức tường của khu nhà.

#### Chạm trán
Những cuộc chạm trán giữa các biệt kích và những người sống trong khu nhà xảy ra tại nhà khách trong tòa nhà chính trên tầng một nơi có hai người đàn ông sống ở đó, trên tầng hai và tầng ba nơi bin Laden sống cùng gia đình. Tầng hai và tầng ba là khu vực cuối cùng của khu nhà được lục soát.
Theo NBC News và New York Times, cuộc đọ súng duy nhất xảy ra là giữa toán biệt kích hải quân SEAL đầu tiên và người đưa tin sống trong nhà khách. Một người phụ nữ, được một số người nhận dạng ra là vợ của người đưa tin, bị giết chết trong lúc hai phía khai hỏa. Thân nhân của người đưa tin và con trai của bin Laden đều bị toán biệt kích hải quân SEAL thứ hai giết chết. Thân nhân của người đưa thư lúc đó ở tầng hai và con trai bin Laden ở trên cầu thang.
Một giới chức quốc phòng cao cấp Hoa Kỳ nói với Associated Press rằng chỉ có một trong số năm người bị giết có vũ trang.
Các biệt kích SEAL chạm mặt và bắt sống những người có mặt trong khu nhà, bao gồm phụ nữ và trẻ em. Họ bị trói bằng còng tay plastic hay dây buộc bằng plastic, để họ lại tại chỗ và sau đó đưa tất cả ra bên ngoài khi cuộc đột kích chấm dứt "để lực lượng Pakistan tìm ra."
Bin Laden và nhóm biệt kích chạm mặt nhau trên tầng hai hay tầng ba của khu nhà; bin Laden lúc đó "mặc bộ quần áo địa phương gọi là shalwar kameez". Sau đó người ta tìm thấy tờ giấy bạc €500 và hai số điện thoại được khâu vào trong bộ quần áo. Tuy trong phòng có vũ khí gồm có một khẩu súng AK-47 và súng ngắn Makarov, nhưng bin Laden không mang trong người lúc bị bắn. Theo tờ báo Politico "Cuộc chạm mặt với bin Laden kéo dài chỉ vài giây" và xảy ra trong "5 hoặc 10 phút cuối cùng" của cuộc đột kích (có ấn định giới hạn về thời gian). Bin Laden bị giết chết bởi ít nhất một và có thể là hai viên đạn từ phía biệt kích Mỹ. Một viên bắn trúng bên trái, đầu của bin Laden và viên đạn kia được nhiều báo chí tường trình là bắn trúng ngực. Điều này phù hợp với cái gọi là kỹ thuật bắn "double tap" (bắn 2 viên đạn vào một mục tiêu trong khoảng thời gian rất ngắn giữa 2 lần bắn. Viên thứ nhất bắn vào thân để chặn mục tiêu di chuyển, và viên thứ 2 vào đầu).
Ngoài bin Laden, 3 người đàn ông và một phụ nữ có mặt trong khu nhà được tường thuật là đã bị giết chết trong chiến dịch này. Các cá nhân được biết là người con trai trưởng thành của bin Laden (có thể là Hamza bin Laden; một số nguồn tin gọi là Khalid), người đưa tin tên Abu Ahmed al-Kuwaiti, thân nhân của người đưa tin và vợ người đưa tin. Tuy nhiên, các nguồn tin của Pakistan nói với tờ New York Times rằng những người bị giết chết đều là đàn ông.
Ngoài 5 người thiệt mạng, hai phụ nữ khác bị thương. Theo ABC News, người vợ thứ năm của bin Laden, Amal Ahmed Abdul Fatah, là một trong số phụ nữ bị thương; "Khi biệt kích SEALs vào căn phòng mà bin Laden đang lẩn trốn thì vợ của ông ta đã xô đẩy họ nên bị bắn vào chân." Đứa con gái 12 tuổi của Bin Laden cũng chứng kiến cha mình bị giết chết.
Số người và những ai sống trong khu nhà đó vẫn không được biết rõ. Một số người có lẽ là thành viên gia đình của Osama bin Laden trong đó có đến ba người vợ của bin Laden (gồm người vợ thứ năm trẻ nhất) và ít nhất 3 người con của bin Laden. Một giới chức Pakistani nói với The New York Times rằng 9 người con tuổi từ 2 đến 12 được Pakistani giữ; 7 trong số đó có thể là con của người đưa tin và của thân nhân. Theo tờ Daily Mail, "bốn đứa trẻ và hai phụ nữ trong đó có con gái của bin Laden là Safia được đưa đi bằng một xe cứu thương." Theo tường thuật thì một người khác bị Hoa Kỳ bắt sống và đưa đi; các giới chức CIA và Nhà Trắng từ chối không có ai bị bắt sống đưa đi trong suốt thời gian đột kích.
Mặc dù xác của bin Laden bị các lực lượng Hoa Kỳ đưa đi nhưng xác bốn người còn lại bị bỏ lại tại khu nhà này; những cái xác này sau đó được Pakistan thu giữ.

#### Tóm lược
Cuộc đột kích được dự tính xảy ra trong vòng 40 phút. Tất cả các nguồn cho hay thời gian giữa lúc toán biệt kích đột nhập và rời khỏi khu nhà là 38 phút. Thời gian trong khu nhà là để vô hiệu hóa những người bảo vệ khu nhà; "di chuyển cẩn trọng qua khu nhà từ phòng này đến phòng khác, tầng này đến tầng khác" bắt giữ các phụ nữ và trẻ con; kiểm soát an toàn "nơi cất vũ khí và các chướng ngại vật", bao gồm một cái cửa giả, 3 khẩu súng AK-47 và hai khẩu súng ngắn; và lục soát khu nhà để tìm thông tin tài liệu. Nhân sự Hoa Kỳ lấy đi các ổ đĩa cứng máy tính, tài liệu, DVD, ổ đĩa cứng loại bằng ngón tay và "trang bị điện tử" từ khu nhà để phân tích sau này.
Chiếc máy bay trực thăng đáp khẩn cấp bị hư hại nặng không thể đưa toán biệt kích ra ngoài, nó bị phá hủy để bảo toàn trang bị được xếp loại mật trong đó rõ ràng nó có tính năng tàng hình. Sau khi họ "di chuyển phụ nữ và trẻ em ra nơi an toàn" Các lực lượng Hoa Kỳ "ứng biến bằng cách đặt chất nổ vào chiếc trực thăng và làm nổ nó." Toán biệt kích "gọi một trong số hai máy bay trực thăng dự phòng đến" để đưa họ ra hàng không mẫu hạm USS Carl Vinson đang ở phía bắc biển Ả Rập.

### Hợp tác ngoại giao

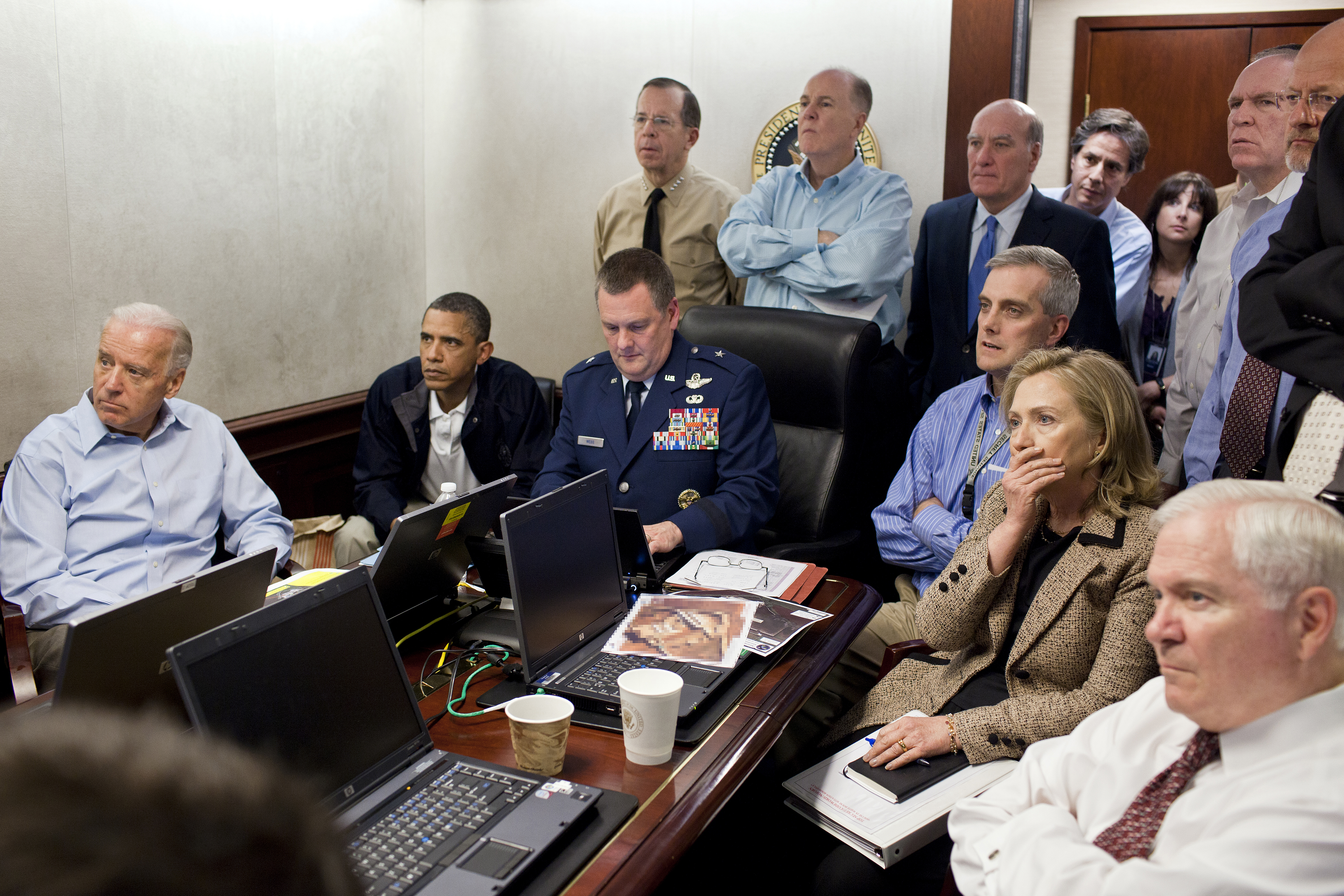
Nhóm an ninh quốc gia Hoa Kỳ tập họp tại Phòng Tình huống để theo dõi tiến triển của Chiến dịch Neptune's Spear.

Theo các giới chức chính phủ Obama, các giới chức Hoa Kỳ đã không chia sẻ thông tin về vụ đột kích với chính phủ Pakistan trước chiến dịch, nhưng có cho phía Pakistan hay tin sau khi chiến dịch kết thúc thành công. Theo bộ ngoại giao Pakistan, chiến dịch được thực hiện hoàn toàn bởi các lực lượng Hoa Kỳ; tuy nhiên, các giới chức cơ quan tình báo Pakistan (ISI) nói rằng họ cũng có mặt tại cái họ gọi là một chiến dịch hỗn hợp, đây là lời tuyên bố mà Tổng thống Asif Ali Zardari thẳng thừng bác bỏ.
Theo ABC News, các máy bay phản lực tiêm kích của Pakistan được lệnh cất cánh nhằm tìm cách định vị và nhận dạng những gì mà sau đó hóa ra là các máy bay trực thăng của Hoa Kỳ được sử dụng trong cuộc đột kích. Bộ trưởng Ngoại giao Pakistan Salman Bashir sau đó xác nhận rằng quân đội Pakistani đã ra lệnh cho các máy bay F-16 cất cánh sau khi họ nhận biết được vụ đột kích nhưng họ đã đến khu nhà sau khi các máy bay trực thăng Mỹ rời khỏi nơi đó.
Pakistan được chính thức thông báo về chiến dịch vào lúc khoảng 3:00 sáng địa phương khi Đô đốc Michael Mullen gọi điện thoại cho người đứng đầu quân đội Pakistan là Ashfaq Parvez Kayani.

### Lời thuật của người địa phương
Chi tiết của vụ đột kích, dù được mục kích từ xa, đã được một người địa phương Abbottābad ghi trên twitter. Người này ban đầu không biết chuyện gì xảy ra; người này bắt đầu ghi trên twitter phàn nàn về tiếng ồn của các máy bay trực thăng bay thấp. Tờ báo Geo News của thành phố Karachi miêu tả một vụ máy bay trực thăng rơi và "tiếng súng dữ dội" trong đêm 1 tháng 5 "gần Học viện Quân sự Pakistan trên đường Kakul". Một người địa phương khác nói "Chúng tôi thấy bốn máy bay trực thăng vào khoảng 2h sáng. Chúng tôi được bảo là nên tắt đèn và ở trong nhà." Những người địa phương trong khu vực của khu nhà báo rằng điện thoại cellular và dịch vụ điện trong khu vực ngưng hoạt động trong thời gian cuộc đột kích bắt đầu và trở lại bình thường ngay sau khi người Mỹ rút đi khỏi khu vực.
Cơ quan Tình báo Pakistan, ISI báo cáo sau khi thẩm vấn những người sống sót trong vụ đột kích rằng có 17 đến 18 người trong khu nhà vào thời gian bị tấn công và rằng người Mỹ đã đưa đi một người vẫn còn sống, có thể là một người con trai của bin Laden. ISI cũng nói rằng những người sống sót gồm có một người vợ, một con gái và từ 8 đến 9 trẻ em khác, không rõ có phải là thân nhân của bin Laden hay không. Một giới chức an ninh Pakistani dấu tên có nói rằng một trong số các con gái của bin Laden cho những người điều tra Pakistani biết rằng bin Laden bị giết chết ngay trước mặt các thành viên trong gia đình. Người con gái này cũng cho biết là bin Laden bị bắt sống và rồi bị các lực lượng Mỹ hành quyết và lôi vào một chiếc máy bay trực thăng.

### Mật danh chiến dịch
Có các tường trình trái ngược trong giới truyền thông liên quan đến mật danh chính thức của sứ mệnh. Ban đầu được tường trình là Chiến dịch Geronimo, sau đó được tường trình là Chiến dịch Neptune['s] Spear, với Jackpot là mật danh cá nhân để chi bin Laden và Geronimo là mật từ để chỉ bin Laden bị bắt hay bị giết. "Neptune's spear" là cây đinh ba xuất hiện trên phù hiệu Chiến tranh Đặc biệt của Hải quân Hoa Kỳ trong đó ba mũi của đinh ba tiêu biểu cho khả năng hoạt động của biệt kích SEAL trên biển, trên không và trên mặt đất.
Geronimo là người lãnh đạo bộ tộc da đỏ Chiricahua Apache chống chính phủ Hoa Kỳ và ông đã nhiều lần trốn thoát khỏi sự truy bắt của Hoa Kỳ. Tín hiệu Geronimo E KIA (viết tắt có nghĩa là Geronimo, kẻ thù đã bị giết trong chiến dịch) truyền đi từ chiến dịch trên đất tại Pakistan cho các tư lệnh đặc trách sứ mệnh biết là bin Laden đã bị giết chết. Một số người Mỹ bản địa phản đối việc sử dụng cái tên Geronimo trong văn mạch này vì nó sẽ làm cho người ta cứ nghĩ rằng người Mỹ bản địa mãi mãi luôn là những kẻ thù. Các người lãnh đạo của một số xứ người Mỹ bản địa đã thúc giục Tổng thống Obama đổi mật danh cho chiến dịch, và Ủy ban Thượng viện Hoa Kỳ đặc trách Người Mỹ bản địa đã đưa nó vào chương trình nghị sự điều trần.

## Kết cục
Một giới chức chính phủ Pakistani không nêu tên xác nhận với hãng thông tấn Agence France-Presse vào ngày 2 tháng 5 rằng bin Laden đã bị giết chết trong chiến dịch này. Nhóm hồi giáo cực đoan "Tehrik-i-Taliban Pakistan" đưa ra lời tuyên bố ngày 2 tháng 5, từ chối rằng bin Laden đã bị giết chết. Vài giờ sau đó, phát ngôn viên của Taliban tại Pakistan là Ehsanullah Ehsan nói rằng nếu thật sự bin Laden đã bị giết chết thì đó là "một chiến thắng vĩ đại đối với chúng ta vì tử đạo là mục tiêu của tất cả chúng ta" và thề trả thù chống Pakistan và Hoa Kỳ.
Xác bin Laden được thủy táng ở biển gần 1 ngày sau khi ông ta chết. Nơi thủy táng không được tiết lộ để ngăn ngừa việc biến nơi này thành một "ngôi đền của khủng bố". Tờ báo The Guardian đặt câu hỏi liệu nơi chôn cất của Bin Laden có trở thành một ngôi đền hay không vì khái niệm đó hoàn toàn bị chủ nghĩa Wahhabi (phong trào Hồi giáo Sunni cổ xúy việc tẩy rửa làm thanh khiết Hồi Giáo) bác bỏ. Một giới chức Hoa Kỳ được trích dẫn lời giải thích rằng rất khó tìm được một quốc gia chấp nhận chôn Bin Laden trên đất của họ.

### Các cáo buộc chống Pakistan
Từ khi truyền thông đăng tin cái chết của bin Laden tại Abbottabad, nơi chỉ cách thủ đô Islamabad của Pakistan non 100 km thì có vô số các cáo buộc đã được đưa ra cho rằng Pakistan có dự phần vào việc che chở bin Laden. Các cáo buộc bao gồm vị trí chiến lược của tòa nhà hàng triệu đô la của bin Laden với các bức tường cao 7 bộ Anh và chỉ nằm cách Học viện Quân sự Pakistan khoảng 700 mét. Đây là lý do chính đáng để Hoa Kỳ tiến hành chiến dịch mà không cho Pakistan biết trước.
Thành viên Quốc hội Vương quốc Anh là Khalid Mahmood phát biểu rằng ông ta "rất sửng sốt" khi biết tin Bin Laden sống trong một thành phố với hàng ngàn binh sĩ Pakistan, khiến làm sống lại các câu hỏi về những liên hệ bị cho là có giữa al-Qa'ida và các phần tử bên trong các lực lượng an ninh Pakistan.

## Phản ứng

### Hoa Kỳ

#### Diễn văn của tổng thống
Cuối ngày 1 tháng 5 năm 2011, các tổ chức truyền thông lớn của Mỹ được thông báo rằng tổng thống sẽ đọc 1 bài diễn văn quan trọng về một đề tài không được tiết lộ. Ban đầu, các tin đồn lan truyền một cách lung tung về đề tài, cho đến khi nó được tiết lộ rằng Obama sẽ thông báo cái chết của Osama bin Laden. Lúc 11:30 p.m. giờ miền Đông Hoa Kỳ (tức 3:30 UTC ngày 2 tháng 5 năm 2011), Tổng thống Barack Obama xác nhận sự kiện này và nói rằng bin Laden đã bị giết chết bởi "một đội nhỏ người Mỹ". Ông giải thích việc giết chết bin Laden được thực hiện bằng cách nào sau khi theo dõi một đầu mối từ tháng 8 năm 2010, vai trò của ông là gì trong một loạt các sự kiện, và cái chết của bin Laden có ý nghĩa gì trên tầm mức thực tiễn và biểu tượng.
| “                                                  | Ngày hôm nay với chỉ thị của tôi, Hoa Kỳ đã mở một chiến dịch có mục tiêu chống khu nhà đó tại Abbottabad, Pakistan. Một đội nhỏ người Mỹ đã thực hiện chiến dịch này bằng khả năng và lòng dũng cảm khác thường. Không có người Mỹ nào bị tổn thương. Họ đã cẩn trọng tránh gây thiệt hại cho dân chúng. Sau trận đấu súng, họ đã giết chết Osama bin Laden và chiếm giữ xác của ông ấy. | ” |
| — Tổng thống Barack Obama, ngày 1 tháng 5 năm 2011 | |   |

#### Phản ứng khác từ Hoa Kỳ

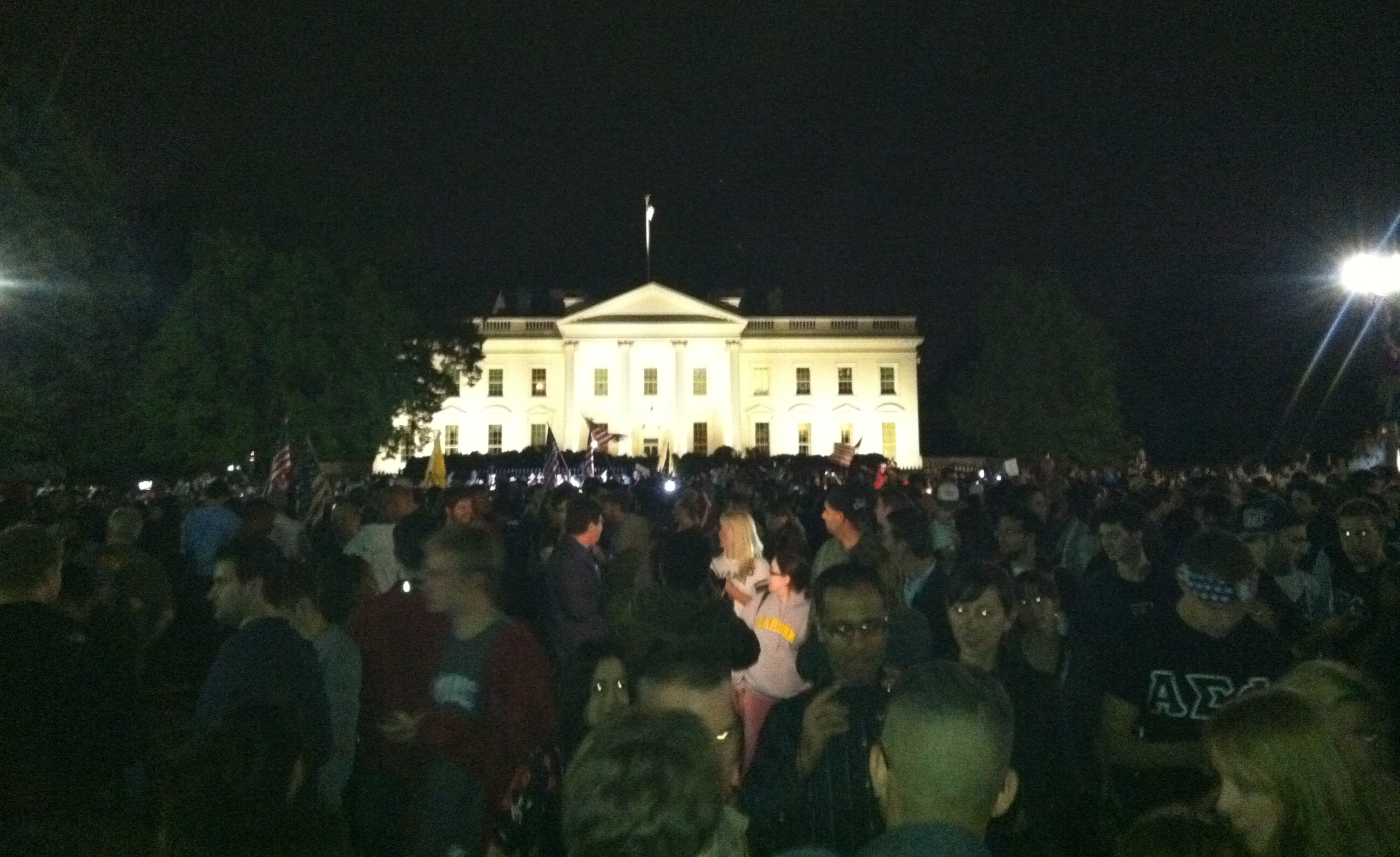
Người Mỹ phản ứng trước cái chết của Osama bin Laden phía trước Nhà Trắng

Trong vài phút được thông báo chính thức, những đám đông đã tập trung ngay bên ngoài Nhà Trắng, Trung tâm Thương mại Thế giới, Ngũ Giác Đài và trong Quảng trường Thời đại của Thành phố New York để chào mừng. Tại Dearborn, Michigan, một khu ngoại ô của thành phố Detroit có một con số đông người Hồi Giáo và Ả Rập, một đám người tụ tập bên ngoài Đại sảnh Thành phố để chào mừng, nhiều trong số họ là người có nguồn gốc Trung Đông. Từ lúc bắt đầu đến khi kết thúc bài diễn văn của Obama, mỗi giây có đến 4.000 tin nhắn được gửi đi trên Twitter. Những người hâm mộ dự xem trận tranh tài bóng chày truyền hình toàn quốc giữa hai đội Philadelphia Phillies và New York Mets ở Công viên Citizens Bank
reo hò U-S-A khi nghe tin này.
Cựu tổng thống Hoa Kỳ George W. Bush nói rằng "thành tựu có tính lịch sử này đã đánh dấu một chiến thắng cho Mỹ, cho người dân tìm nền hòa bình khắp thế giới và cho tất cả những ai mất người thân vào ngày 11 tháng 9 năm 2001." Sự kiện này cũng được các lãnh đạo khác của đảng Cộng hòa hoan nghênh trong đó có cựu thống đốc Massachusetts Mitt Romney, cựu thống đốc Minnesota Tim Pawlenty và Thượng nghị sĩ John McCain. Cựu Tổng thống Bill Clinton mô tả sự kiện này như "một khoảnh khắc tối quan trọng cho nhân dân khắp toàn thế giới, những người muốn xây dựng một tương lai hòa bình, tự do và hợp tác chung vì con cháu của chúng ta." Thị trưởng Thành phố New York Michael Bloomberg nói rằng ông hy vọng cái chết của bin Laden "sẽ an ủi cho những ai đã mất người thân của mình" trong các vụ tấn công ngày 11 tháng 9 năm 2001. Cựu Cố vấn An ninh Quốc gia và Ngoại trưởng Hoa Kỳ Condoleezza Rice nói tin này "tuyệt đối phấn khởi" và nói thêm rằng bà "vô cùng biết ơn và tiếp tục vui mừng với những gì mà quân đội chúng ta đã đạt được."

### Pakistan
Sau cái chết của bin Laden, Tổng thống Pakistan Asif Ali Zardari triệu tập các cuộc hội đàm khẩn cấp với Thủ tướng Pakistan Yousuf Raza Gilani và các quan chức trưởng ngành an ninh tại Islamabad. Các giới chức quân sự Pakistan từ chối đưa ra lời bình luận, chuyển các câu hỏi sang cho bộ ngoại giao. Thủ tướng Yousaf Raza Gillani phát biểu rằng "Chúng ta sẽ không cho phép chủ nghĩa khủng bố sử dụng lãnh thổ của chúng ta nhằm chống bất cứ quốc gia nào và vì thế tôi nghĩ đây là một chiến thắng vĩ đại, đây là một thành công và tôi xin chúc mừng sự thành công của chiến dịch này."

### Các nhóm Hồi Giáo
- Người đứng thứ hai của Anh em Hồi giáo là Mahmud Ezzat nói rằng: "Hồi Giáo không phải là bin Laden. Sau ngày 11 tháng 9, có nhiều sự lầm lẫn. Chủ nghĩa khủng bố đã bị trộn lẫn với Hồi Giáo. Trong giai đoạn sắp đến, mọi người sẽ trông về phương Tây để tìm sự hành xử công bằng." Ông còn nói thêm rằng với cái chết của bin Laden, các lực lượng phương Tây nên rút quân khỏi Iraq và Afghanistan.[145]
- Phát ngôn viên của nhóm Taliban tại Pakistan nói: "Nếu ông ấy [bin Laden] đã tử vì đạo, chúng ta sẽ trả thù cái chết của ông ấy và mở các cuộc tấn công chống chính phủ Mỹ và Pakistani cùng các lực lượng an ninh của họ... Nếu ông ấy đã thành một tử đạo, đấy là một chiến thắng vĩ đại của chúng ta vì tử đạo là mục tiêu của tất cả chúng ta."[145]
- Một thành viên Al-Qaeda tại Bán đảo Ả Rập nói: "Tin này là một thảm họa đối với chúng ta. Ban đầu, chúng tôi đã không tin nó nhưng chúng tôi có liên lạc với anh em chúng tôi tại Pakistan và họ đã xác nhận tin này."[145]

### Quốc tế
- Afghanistan – Tổng thống Afghanistan Hamid Karzai nói về cái chết của bin Laden: "Thật tuyệt vời. Đó là tin hay nhất" và vạch rõ rằng bin Laden "là một trong số những kẻ thù chính của nhân loại, văn minh, và thật sự là một vấn đề lớn đối với nhân loại."[146] Ông nhấn mạnh rằng "Afghanistan đúng" khi nói rằng "cuộc chiến chống khủng bố không ở trong các ngôi làng của Afghanistan, không ở bên trong người dân đáng thương của Afghanistan", nhưng trong "những nơi ẩn náu an toàn",[147] và kêu gọi Taliban buông súng.
- Úc – Thủ tướng Úc Julia Gillard chào mừng tin bin Laden bị giết chết và nói rằng "Osama bin Laden tuyên chiến với người dân vô tội và hôm nay ông ta đã trả giá cho lời tuyên bố đó."[148] Bà cũng nói rằng đó là "một biện pháp nhỏ của công lý",[149] nhưng phát biểu rằng "Cuộc chiến chống khủng bố chưa kết thúc", và "phải được tiếp tục".[150]
- Áo – Ngoại trưởng Áo Michael Spindelegger chúc mừng tin này và gọi nó như "một sự giải tỏa cho nhiều người" nhưng cảnh báo rằng điều này không nên xem như "một chiến thắng sau cùng chống chủ nghĩa khủng bố"[151]
- Canada – Thủ tướng Canada Stephen Harper nói rằng cái chết của Osama bin Laden "làm vững chắc cái ý nghĩa về công lý cho các gia đình của 24 người Canada bị mưu sát" (vào ngày 11 tháng 9 năm 2001) và nói rằng "Canada rất đỗi hài lòng khi biết tin về cái chết của Osama bin Laden."[152]
- Colombia – Tổng thống Colombia Juan Manuel Santos chúc mừng Tổng thống Obama và phát biểu rằng cuộc đột kích "chứng minh lần nữa rằng những kẻ khủng bố, không sớm thì muộn, phải thất bại. Trong cuộc chiến chống khủng bố toàn cầu, chỉ có một cách duy nhất là: phải bền chí, bền chí và bền chí."[153]
- Cộng hòa Séc – Thủ tướng Séc Petr Nečas nói rằng "cái chết của Osama bin Laden là một sự kiện quan trọng trong cuộc chiến chống khủng bố, trong nỗ lực giữ an toàn cho thế giới mặc dù nó còn lâu mới kết thúc. Đây là một thông điệp biểu tượng quan trọng đối với những người là nạn nhân và đã sống sót qua các vụ tấn công khủng bố của Al Qaeda và là một tín hiệu rõ ràng đối với tất cả băng đảng không tôn trọng pháp luật và mạng sống con người ở bất cứ nơi đâu trên thế giới: mạng sống con người bị hủy hoại thì không thể nào thay đổi được nhưng kẻ đã gây ra sẽ không thể nào trốn khỏi sự trừng phạt."[154]
- Đan Mạch – Thủ tướng Đan Mạch Lars Løkke Rasmussen chúc mừng Hoa Kỳ về cái chết của bin Laden. Ông nói "Tôi chúc mừng Tổng thống Obama và nhân dân Mỹ về sự thành công kết thúc một thời đại tàn phá và bạo lực bất nhân và vô lương tâm của bin Laden".[155]
- Liên hiệp châu Âu – Chủ tịch Nghị viện châu Âu Jerzy Buzek nói "Chúng ta thức dậy trong thế giới an bình hơn."[156]
- Pháp – Ngoại trưởng Pháp Alain Juppé nói trên truyền thanh quốc gia rằng cái chết của bin Laden là một "chiến thắng của tất cả các quốc gia dân chủ chống hiểm họa của chủ nghĩa khủng bố". Ông nói tiếp rằng "Pháp, Hoa Kỳ và các quốc gia châu Âu sát cánh bên nhau trong cuộc chiến đấu chống chủ nghĩa khủng bố, vì vậy tôi rất đỗi vui mừng với tin này."[157]
- Dải Gaza – Thủ tướng của Hamas Ismail Haniyeh lên án việc giết chết Bin Laden và nói rằng chiến dịch này là "sự tiếp nối đàn áp của Mỹ và làm cho máu của người Hồi Giáo và Ả Rập tiếp tục rơi". Haniyeh cũng nói rằng Hamas lên án việc ám sát "một chiến binh Ả Rập và Hồi Giáo" và cầu nguyện cho "linh hồn của bin Laden được bình yên".[145][158]
- Đức – Ngoại trưởng Đức Guido Westerwelle nói rằng "việc có thể chặn đứng hành vi buôn máu của kẻ khủng bố này là tin tốt đối với tất cả những người có đầu óc tự do và yêu chuộng hòa bình trên thế giới."[159]
- Hungary – Ngoại trưởng Hungary János Martonyi nói "cái chết của Osama bin Laden là một thành công lớn lao trong cuộc chiến chống khủng bố quốc tế nhưng điều này không có nghĩa là cuộc chiến này kết thúc. Một kẻ thù quan trọng đối với văn minh toàn nhân loại đã ngã gục."[160]
- Ấn Độ – Bộ trưởng Nội vụ Ấn Độ P. Chidambaram nói rằng Osama bin Laden lẩn trốn "tận bên trong" Pakistan là một vấn đề đáng để Ấn Độ quan tâm và chứng tỏ rằng "nhiều thủ phạm của các vụ tấn công khủng bố Mumbai năm 2008 tiếp tục được che chở tại Pakistan." Ông cũng kêu gọi Pakistan bắt chúng.[161] Thủ tướng Ấn Độ Manmohan Singh nói "Tôi chào mừng tin này như 1 bước tiến đáng kể và hy vọng rằng nó sẽ giáng trả một đòn chí tử vào Al Qaeda và các nhóm khủng bố khác. Cộng đồng quốc tế và Pakistan nói riêng phải cùng nhau làm việc để chấm dứt các hoạt động của các nhóm như thế đang đe dọa sự cư xử văn minh và giết chết đàn ông, đàn bà và trẻ em vô tội."[162]
- Iran – Phát ngôn viên Bộ Ngoại giao Ramin Mehmanparast nói cái chết của bin Laden có nghĩa rằng "Hoa Kỳ và đồng minh của họ không còn lý do gì để triển khai lực lượng của họ tại Trung Đông dưới khẩu hiệu chống chủ nghĩa khủng bố". Ông hy vọng rằng việc tiêu diệt bin Laden sẽ "thiết lập nền hòa bình và an ninh trong vùng" và ông nói thêm rằng đây là chính sách của Iran là cực lực lên án chủ nghĩa khủng bố trên toàn thế giới."[145] Alaeddin Boroujerdi, người đứng đầu ủy ban chính sách ngoại giao của Quốc hội Iran nói rằng "Nếu đúng vậy thì việc giết chết bin Laden 10 năm sau sự kiện 11 tháng 9 thì chẳng có gì là to lớn".[163]
- Ireland -- Taoiseach Enda Kenny phát biểu rằng việc loại trừ khả năng mưu toan hành động tác ác của bin Laden là một thành tựu lớn trong nỗ lực giúp thế giới tránh khỏi mối đe dọa của chủ nghĩa khủng bố.[164]
- Israel – Thủ tướng Israel Benjamin Netanyahu nói rằng cái chết của bin Laden là một "niềm hân hoan vang vội đối với các quốc gia chiến đấu chống chủ nghĩa khủng bố."[74]
- Ý – Thủ tướng Ý Silvio Berlusconi nói về việc giết chết bin Laden rằng "đây là một kết quả vĩ đại trong cuộc chiến chống bạo tàn, trong cuộc chiến chống chủ nghĩa khủng bố, một kết quả vĩ đại đối với Hoa Kỳ và đối với tất cả các quốc gia dân chủ."[165]
- Nhật Bản – Ngoại trưởng Nhật Bản Takeaki Matsumoto nói rằng "Tôi thán phục các giới chức Hoa Kỳ có liên quan. Mặc dù cái chết của ông ta được xác nhận, điều đó không có nghĩa là chủ nghĩa khủng bố đã bị loại trừ."[166]
- Kenya – Thủ tướng Kenya Raila Odinga nói "Đây là một thành tựu lớn trong cuộc chiến chống chủ nghĩa khủng bố."[167]
- Libya – Đại tá không quân của lực lượng nổi dậy Libya Ahmed Omar Bani phát biểu rằng "Chúng tôi rất vui mừng và đang chờ đợi bước kế tiếp. Chúng tôi muốn người Mỹ làm việc tương tự đối với Gaddafi."[168]
- Malaysia – Bộ trưởng Nội vụ Malaysia Hishammuddin Hussein nói ông hy vọng rằng cái chết của bin Laden sẽ giúp mang đến nền hòa bình và hòa hợp hoàn vũ.[169]
- México – Ngoại trưởng México Patricia Espinosa Cantellano nói "Thật rất là hệ trọng trong nỗ lực giải thoát thế giới khỏi thảm họa khủng bố mà đang đe dọa hòa bình và an ninh, đặc biệt đây là kẻ dẫn đầu một trong các tổ chức khủng bố đẫm máu và tàn nhẫn nhất trên thế giới."[170]"
- NATO – Tổng thư ký NATO Anders Fogh Rasmussen nói về cái chết của Bin Laden như là một "thành công đáng kể" đối với an ninh của các đồng minh NATO, theo tường trình của Reuters.[171]
- New Zealand – Thủ tướng New Zealand John Key phát biểu rằng "thế giới là một nơi an toàn hơn khi không còn Osama bin Laden" nhưng "cái chết của bin Laden không thể có nghĩa là chấm dứt chủ nghĩa khủng bố".[172]
- Hà Lan – Thủ tướng Hà Lan Mark Rutte khen ngợi lòng dũng cảm và quả quyết mà con người đã chứng tỏ trong suốt sứ mệnh. Ông thêm rằng đây là một đòn lớn đối với mạng lưới Al-Queda. Ông bày tỏ lời khen của mình đến Tổng thống Obama nhưng cũng nói rằng đây không phải là sự chấm hết của chủ nghĩa khủng bố.[173]
- Na Uy – Ngoại trưởng Na Uy Jonas Gahr Støre gọi cái chết của Osama bin Laden là "một đột phá trong cuộc chiến chống khủng bố" nhưng nhấn mạnh rằng mối đe dọa từ al-Qaida vẫn còn đó.[174]
- Palestine – Phát ngôn viên Ghassan Khatib nói "Loại trừ bin Laden là việc tốt cho hòa bình khắp thế giới nhưng điều đáng nói là phải khắc phục đối thoại và những phương thức;— phương thức bạo lực;— mà đã được bin Laden và những kẻ khác trên thế giới tạo ra và khuyến khích".[61] Giới chức Hamas là Ismail Haniyeh đưa ra lời tuyên bố trái ngược một phần nói rằng "Chúng tôi lên án việc ám sát và giết chết một thánh chiến binh Ả Rập. Chúng tôi cầu Thượng đế ban cho ông ta ơn huệ cùng với những thánh tử đạo và người có lòng tin tưởng thật sự."[175]
- Ba Lan – Ngoại trưởng Ba Lan nói "Công lý có thể đã hoàn tất. Xin chúc mừng các Đồng minh. Chúng tôi hài lòng với nhân dân Mỹ."[176]
- Philippines – Cảnh sát Quốc gia Philippine mô tả cái chết của bin Laden như "một chiến thắng cho tất cả các công dân yêu chuộng hòa bình và là một đòn lớn đối với bọn khủng bố và chủ nghĩa khủng bố". Chính phủ tại Philippines tin rằng có những người có mối liên hệ với mạng lưới al-Qaeda của bin Laden và có thể sẽ tiến hành một cuộc tấn công trả thù.[177]
- Bồ Đào Nha – Tổng thống Bồ Đào Nha Aníbal Cavaco Silva gửi thông điệp đến Tổng thống Hoa Kỳ trong đó ông bày tỏ sự đoàn kết của ông với nhân dân Mỹ khi kết quả chiến dịch quân sự kết thúc bằng cái chết của Osama bin Laden được nói đến.[178]
- Nga – Điện Kremlin nói "Nga nằm trong số các quốc gia đầu tiên phải đối diện với những hiểm họa gắn liền với chủ nghĩa khủng bố toàn cầu, và chẳng may biết al Qaeda là gì mà không phải do tin đồn". "Tất nhiên sự trừng phạt sẽ đến với tất cả bọn khủng bố." [179]
- Singapore – Ngoại trưởng Singapore nói "giết chết Osama bin Laden [...] là một sự kiện quan trọng trong cuộc đấu tranh chống chủ nghĩa khủng bố quốc tế."[180]
- Thụy Điển – Ngoại trưởng Thụy Điển Carl Bildt viết trên twitter rằng "Một thế giới không có Osama Bin Laden làm một thế giới tốt đẹp hơn. Sự thù hằn của hắn là một mối đe dọa đối với chúng ta."[181]
- Thổ Nhĩ Kỳ – Tổng thống Abdullah Gul nói cái chết của bin Laden "đáng là một bài học rằng kẻ lãnh đạo tổ chức khủng bố tinh vi và nguy hiểm nhất thế giới sẽ bị bắt theo kiểu này."[159]
- Vương quốc Anh – Thủ tướng Vương quốc Anh David Cameron nói rằng cái chết của bin Laden sẽ "mang đến sự nhẹ nhõm lớn lao" khắp thế giới.[74]
- Thành Vatican – Phát ngôn viên Vatican - Linh mục Federico Lombardi nói rằng: "Như đã biết, Osama Bin Laden được coi là phải chịu trách nhiệm về những hành vi nghiêm trọng đã gieo rắc sự chia rẽ, lòng thù hận giữa các dân tộc, và đã lôi kéo tôn giáo vào mục đích này. Trước cái chết của một con người, người Kitô hữu không bao giờ mừng rỡ, nhưng coi đây là dịp suy nghĩ về trách nhiệm của mỗi người trước mặt Chúa và đối với mọi người, đồng thời nhận ra cần phải hành động, không phải để khơi dậy lòng hận thù, nhưng để thúc đẩy hòa bình".[182]
- Việt Nam – Phát ngôn viên Bộ ngoại giao Việt Nam - Bà Nguyễn Phương Nga nói rằng, Việt Nam phản đối chủ nghĩa khủng bố và lên án các hoạt động khủng bố dưới mọi hình thức. Những kẻ khủng bố phải chịu trách nhiệm về những hành động của mình và cần phải bị nghiêm trị. Người phát ngôn Bộ Ngoại giao cho biết Việt Nam sẽ tiếp tục cùng cộng đồng quốc tế đấu tranh chống khủng bố phù hợp với Hiến chương Liên hợp quốc và các nguyên tắc cơ bản của luật pháp quốc tế nhằm loại trừ chủ nghĩa khủng bố.[183]
- Yemen – Một giới chức chính phủ mô tả cái chết của bin Laden như "một khoảnh khắc lịch sử thật sự". "Chúng tôi chào mừng tin này... hàng triệu người sẽ ngủ bình yên tối nay, Osama bin Laden từng hơn một khuôn mặt biểu tượng, một lãnh tụ tinh thần đối với al Qaeda. Giới chức này, người không muốn nêu tên vì không được phép nói chuyện với giới truyền thông, đã nói thêm rằng "Nhưng tuyệt đối đây là một đòn nặng nề đối với tổ chức này".[179]